# セックスワーカーの権利

赤い傘は、セックスワーカーの権利の最も広く認識されているシンボルになっている。

セックスワーカーの権利（Sex workers' rights）には、セックスワーカーとその顧客の人権、健康、労働基本権を含む、個人や組織が国際的に追求している様々な目的が含まれる。これらの運動の目標は多様だが、一般的にはセックスワークの汚名をすすぎ、非犯罪化して、性産業の全ての人のために地域および国際レベルで法的および文化的に公正な待遇を確保することを目的としている。 
「セックスワーク」という用語は主に売春を指すが、アダルトビデオ出演者、テレホンセックスオペレーター、カムガール、ストリップクラブのダンサー、および性に関連するサービスを提供するその他の人々も含む。より広義にはマネージャー、仲介者、動画制作者、クラブの護衛などの「サポート担当者」を含む場合もある。 セックスワークを巡る議論では、特に売春は本質的に抑圧的であり、それを犯罪化または違法のままにすることを求める人々によって、女性の権利の問題と関連付けられることがよくあるが、実際には、多くの男性およびノンバイナリーの個人が性的サービスの提供に従事している。ほとんどのセックスワーカーは、犯罪者として扱われることを望んでおらず、売春、ポルノグラフィ、および性産業の他の部分に対する法律はセックスワーカーの権利を侵害していると見なしている。 
2001年にイタリアのヴェネツィアで第49回ヴェネツィア・ビエンナーレ中にセックスワーカーが赤い傘を使用して以来、赤い傘はセックスワーカーの権利を表す国際的に認められた最も重要なシンボルとなった。 

## 赤い傘

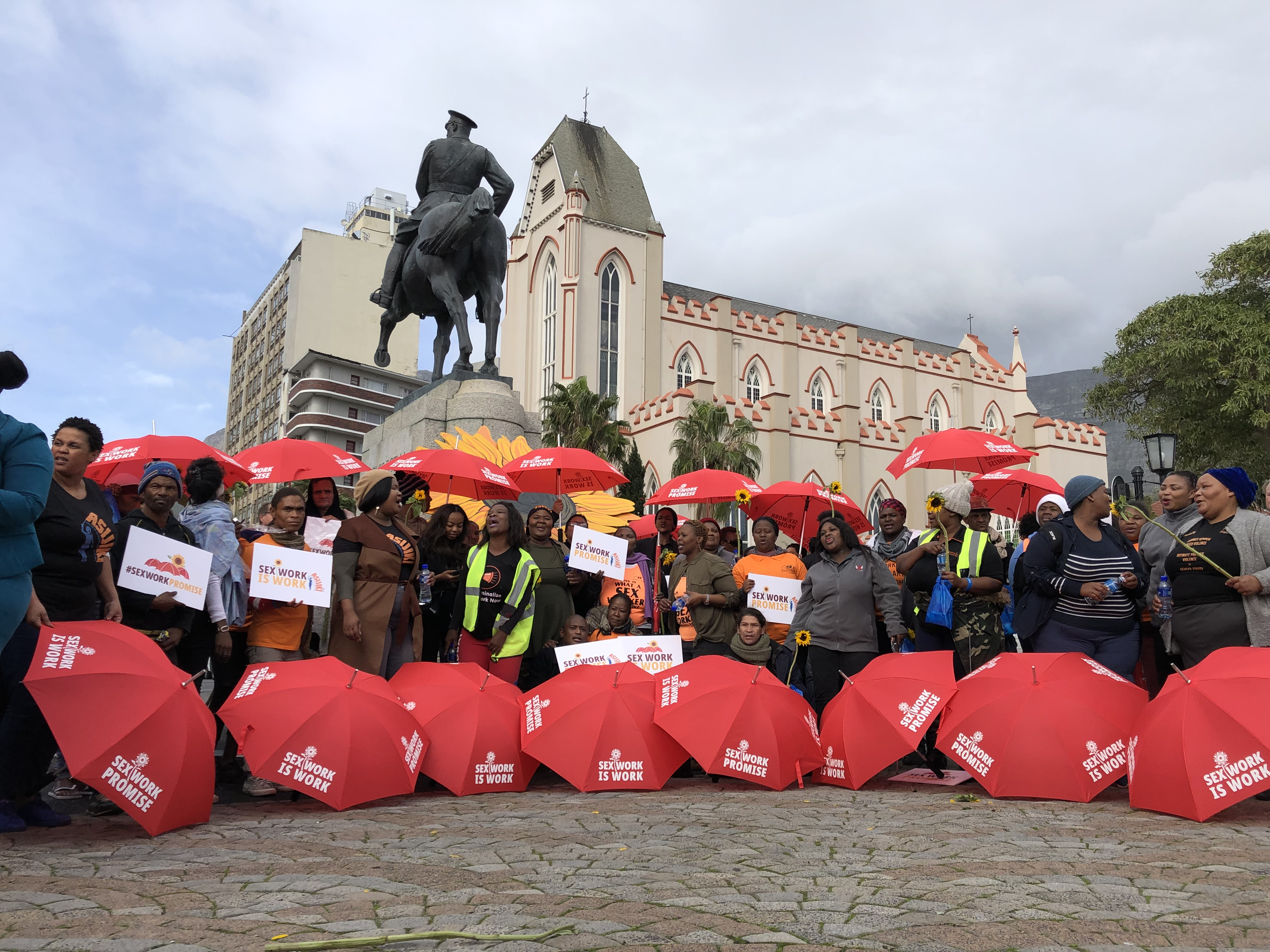
赤い傘を用いたセックスワークの権利擁護を目的とした集会。

赤い傘のシンボルは、2001年に第49回ヴェネツィア・ビエンナーレの一環として、イタリアのヴェネツィアのセックスワーカーによって紹介された。 セックスワーカーはまた、非人道的な労働条件と人権侵害に抗議するために、ヴェネツィアで街頭デモであるレッド・アンブレラ・マーチを開催した。ヨーロッパにおけるセックスワーカーの権利に関する国際委員会（ICRSE）は、2005年に差別への抵抗の象徴として赤い傘を採用した。
2014年3月の国際女性デー（IWD）では、世界中のセックスワーカー組織と活動家が祝賀と抗議の活動に赤い傘を使用した。例えば、赤い傘が使用されたフラッシュモブイベントがオーストラリアのシドニー、イギリスのロンドン、ドイツのボーフム、タイ、オランダ、ペルーで開催された。 
レッド・アンブレラ・プロジェクトは、ニューヨークに拠点を置く非営利団体であり、セックスワーカーを代弁し、セックスワーカーに発言権を与えることで彼らに力を与えるよう努めている。 